# Kołonice (osada)
Kołonice – nieistniejąca osada, położona w województwie podkarpackim, w powiecie leskim, w gminie Baligród.
Przez miejscowość przepływa niewielka rzeka Hoczewka, dopływ Sanu.
Wieś prawa wołoskiego w latach 1551–1600, położona w ziemi sanockiej województwa ruskiego.
W połowie XIX wieku właścicielem posiadłości tabularnej w Kołonicach był Ignacy Sołdraczyński.
Wieś leżała w dolinie potoków Czerteż i Kołonica. W 1921 Kołonice liczyły jeszcze 201 mieszkańców (w tym 87% grekokatolików).
W okresie międzywojennym w miejscowości w powiecie leskim województwa lwowskiego.  Po 1944 na skutek intensyfikacji działań zbrojnych bieszczadzkich oddziałów UPA oraz wojska polskiego uległa całkowitemu zniszczeniu. W latach 1945–1946 nacjonaliści ukraińscy z OUN-UPA zamordowali tutaj 10 Polaków. Miejscowa ludność została całkowicie przesiedlona (akcja „Wisła”). Jedynym śladem po wsi pozostał niewielki cmentarz w polach oraz drewniana leśniczówka.
Podczas Operacji Bieszczady 40 na terenie dawnej wsi znajdowała się stanica Chorągwi Poznańskiej, a następnie Częstochowskiej ZHP. W latach 90. leśniczówkę rozebrano, podobnie jak wybudowane w latach 60. dwa baraki dla robotników leśnych. Zachowały się fundamenty.
Wspomniana leśniczówka została wykorzystana jako plan filmu Ogniomistrz Kaleń w scenach obrony posterunku milicji w Hoczwi i ujęciach filmowanych przez okno.

## Wskazówka
Nie mylić z osadą Łubne bezpośrednio położonej przy drodze wojewódzkiej nr 893 przez niektóre źródła błędnie nazywaną Kołonicami.